# Макай, Дейв
Дэ́вид Крейг Мака́й (англ. David Craig Mackay; 14 ноября 1934, Эдинбург, Шотландия — 2 марта 2015, Ноттингем, Англия), более известный как Дейв Мака́й (англ. Dave Mackay) — шотландский футболист, тренер. Выступал на позициях левого полузащитника и свободного защитника.
Карьеру футболиста Макай провёл в таких клубах, как шотландский «Харт оф Мидлотиан», английские «Тоттенхэм Хотспур», «Дерби Каунти» и «Суиндон Таун». В составе «Тоттенхэма» по итогам сезона 1960/61 оформил «золотой дубль», став чемпионом страны и обладателем национального Кубка. Через два года Дейв поспособствовал лондонской команде в завоевании Кубка обладателей кубков. В 1969 году, уже будучи игроком «Дерби Каунти», Макай удостоился награды «Футболист года» по версии английских журналистов (раздельно с представителем «Манчестер Сити» Тони Буком).
В период с 1957 по 1965 год Макай защищал цвета национальной сборной Шотландии, провёл в её составе 22 матча, забил четыре мяча. Участник мирового чемпионата 1958 года, который проходил в Швеции.
После окончания карьеры футболиста Макай стал тренером — руководил рядом английских команд, коллективами с Ближнего Востока, а также сборной Катара. С «Дерби Каунти», который он возглавлял с 1973 по 1976 год, в 1975 году стал чемпионом Англии.
В 1998 году Макай вошёл в символический список «100 легенд Футбольной лиги», составленный Футбольной лигой Англии в честь 100-летнего юбилея высшего дивизиона страны. В 2002 и 2004 годах Макай был включён в английский и шотландский Залы футбольной славы, соответственно.
Скончался на 81-м году жизни в городе Ноттингем 2 марта 2015 года.

## Карьера футболиста

### Клубная карьера
Родился 14 ноября 1934 года в столице Шотландии — городе Эдинбурге.
С раннего детства Макай увлекался футболом. Выступал за различные команды для юношей, такие как «Слейтфорд Атлетик», «Ньютонграндж Стар» и «Хатчинсон Вейл». В 14-летнем возрасте принял участие в финальном поединке национального Кубка для школьников, который проводился на «Тайнкасл» — арене любимого клуба Дейва: «Харт оф Мидлотиан». Представители «Хартс» сразу отметили талант Макая и предложили ему продолжить своё спортивное образование в своей Академии. Посоветовавшись с родителями, Дейв принял предложение «сердец». Будучи игроком молодёжного состава «Харт оф Мидлотиан», Макай два года прослужив в сапёрной части британской армии.
Дебют Макая в первом составе «Хартс» состоялся 7 ноября 1953 года, когда его команда на домашнем стадионе проиграла «Клайду» со счётом 1:2 в рамках турнира национального первенства. Всего за эдинбургцев Макай выступал на протяжении шести сезонов. За это время ему доверили капитанскую повязку команды, он выиграл первенство страны, Кубок Шотландии и дважды Кубок лиги. Также успешный чемпионский сезон 1957/58 принёс Макаю и «Хартс» ещё одно достижение — забив 132 гола в чемпионате, «тёмно-бордовые» поставили британский рекорд по числу голов в лиге за один футбольный год.
В марте 1959 года Макай был куплен за 32 тысячи фунтов стерлингов английским клубом «Тоттенхэм Хотспур». Он быстро стал лидером «шпор» и вскоре был избран капитаном лондонской команды. Под предводительством шотландца «Тоттенхэм» в начале 60-х годов завоевал множество различных трофеев. По итогам сезона 1960/61 они оформили «золотой дубль», став чемпионами страны и обладателями национального Кубка. В следующем сезоне «Тоттенхэму» вновь покорился Кубок Англии, а ещё через год лондонцы выиграли Кубок обладателей кубков, став первым английским коллективом, который достиг подобного успеха на европейской арене. Ранее Макай получил тяжелейшую травму — 10 декабря 1963 года в гостевом поединке против «Манчестер Юнайтед» сломал ногу в столкновении с защитником «красных дьяволов» Ноэлом Кантуэллом. Многие, в том числе и врачи, предсказывали конец карьеры шотландца, но хавбек всё же смог вернуться на поле через девять месяцев после инцидента. В первом же матче после излечения, коим стала встреча со «Шрусбери Таун», Макаю вновь сломали ту же, левую ногу. Но и на этот раз здоровье шотландца помогло ему восстановиться.
20 августа 1966 года в матче между «Тоттенхэмом» и «Лидс Юнайтед» случился занимательный эпизод. Игрок «павлинов» Билли Бремнер, известный на всю Британию своими хулиганскими и неспортивными выходками, специально сильно ударил Макая по левой, только вылеченной, ноге. Дейв, также известной своей жёсткостью на поле, приблизился к сопернику и, схватив того за ворот футболки, объяснил его неправоту. Из воспоминаний очевидцев и участников эпизода:
Алан Маллери, бывший полузащитник «Тоттенхэм Хотспур» и сборной Англии:
У меня все ещё стоит перед глазами картина, как Дейв одной рукой за шкирку отрывает от газона самого Бремнера, злого терьера из Лидса. В тот момент я был счастлив, что играю с Макаем в одной команде.
Билли Бремнер:
...если вы видели, как играет Дейв Макай, вы знаете, что достать его можно только сзади! Никто не смел сталкиваться с ним лицом к лицу... Дейв схватил меня за горло и доступно объяснил, что он со мной сделает в оставшееся до конца матча время. Мне повезло, что ему так и не выпал случай отомстить. Я просто не дал ему такой возможности, потому что до самого финального свистка появлялся только на тех участках поля, где не было Макая. Я ведь не самоубийца.
Дейв Макай:
Всё началось с вбрасывания из-за боковой. Я держал Билли, и, когда мяч был вброшен на него, подтолкнул в спину. Я даже не ударил его, но это был явный фол. Ну а потом он мне ответил. ...он сделал это нарочно, он знал, что я дважды ломал левую ногу, а всё равно ударил меня по ней! Я схватил его за шкирку и приподнял над газоном одной рукой. Наши лица — моё, искаженное от ярости, и его, выражавшее испуг и раскаяние, — почти соприкасались.
Конфликт был зафиксирован фотографом Монте Фреско, и снимок мигом стал очень популярным в Великобритании. По словам Макая, фотография противостояния уже долгое время украшает рабочий кабинет его близкого друга — знаменитого тренера сэра Алекса Фергюсона.
В 1967 году Макай привёл «Тоттенхэм» к победе в ещё одном Кубке Англии. За «шпор» Макай выступал до конца сезона 1967/68. В 2003 году тренер Брайан Клаф назвал Макая лучшим игроком «Тоттенхэма» за всю историю клуба.
В 1968 году тот же Клаф, бывший в то время наставником «Дерби Каунти», уговорил Макая перейти в клуб. Сумма трансфера составила пять тысяч фунтов. В первом же сезоне при значительном участии Макаяа «Дерби» победил в турнире Первой английской лиги и добился права выступать на следующий сезон в высшем дивизионе. По итогам того же сезона Макай (совместно с представителем «Манчестер Сити» Тони Буком) был признан «Игроком года по версии английских журналистов». В своём последнем сезоне в составе «Дерби» (1970/71), шотландец помог «Дерби» завоевать звание чемпионов страны.
Макай поменял команду в мае 1971 года, став игроком клуба «Суиндон Таун». Переход Дейва обошёлся в 20 тысяч фунтов. После ухода с тренерского мостика «Таун» Фреда Форда Макай был назначен играющим тренером «красных», а вскоре и вовсе заявил об окончании карьеры футболиста.

#### Клубная статистика
| Клуб                    | Сезон                   | Лига | Лига | Национальные кубки | Национальные кубки | Национальные кубки | Национальные кубки | Еврокубки | Еврокубки | Прочие | Прочие | Итого | Итого |
| Клуб                    | Сезон                   | Лига | Лига | Кубок страны       | Кубок страны       | Кубок лиги         | Кубок лиги         | Еврокубки | Еврокубки | Прочие | Прочие | Итого | Итого |
| Клуб                    | Сезон                   | Игры | Голы | Игры               | Голы               | Игры               | Голы               | Игры      | Голы      | Игры   | Голы   | Игры  | Голы  |
| ----------------------- | ----------------------- | ---- | ---- | ------------------ | ------------------ | ------------------ | ------------------ | --------- | --------- | ------ | ------ | ----- | ----- |
| Харт оф Мидлотиан       | 1953/54                 | 4    | 0    | —                  | —                  | —                  | —                  | —         | —         | —      | —      | 4     | 0     |
| Харт оф Мидлотиан       | 1954/55                 | 25   | 2    | 4                  | 0                  | 7                  | 1                  | —         | —         | —      | —      | 36    | 3     |
| Харт оф Мидлотиан       | 1955/56                 | 28   | 4    | 6                  | 0                  | 2                  | 0                  | —         | —         | —      | —      | 36    | 4     |
| Харт оф Мидлотиан       | 1956/57                 | 31   | 5    | 1                  | 0                  | 6                  | 0                  | —         | —         | —      | —      | 38    | 5     |
| Харт оф Мидлотиан       | 1957/58                 | 28   | 12   | 3                  | 0                  | 6                  | 0                  | —         | —         | —      | —      | 37    | 12    |
| Харт оф Мидлотиан       | 1958/59                 | 19   | 4    | 2                  | 0                  | 5                  | 1                  | 2         | 0         | —      | —      | 28    | 5     |
| Всего за «Хартс»        | Всего за «Хартс»        | 135  | 27   | 16                 | 0                  | 26                 | 2                  | 2         | 0         | 0      | 0      | 179   | 29    |
| Тоттенхэм Хотспур       | 1958/59                 | 4    | 0    | —                  | —                  | —                  | —                  | —         | —         | —      | —      | 4     | 0     |
| Тоттенхэм Хотспур       | 1959/60                 | 38   | 11   | 3                  | 0                  | —                  | —                  | —         | —         | —      | —      | 41    | 11    |
| Тоттенхэм Хотспур       | 1960/61                 | 37   | 4    | 7                  | 2                  | —                  | —                  | —         | —         | —      | —      | 44    | 6     |
| Тоттенхэм Хотспур       | 1961/62                 | 26   | 8    | 7                  | 0                  | —                  | —                  | 7         | 2         | —      | —      | 40    | 10    |
| Тоттенхэм Хотспур       | 1962/63                 | 37   | 6    | 1                  | 0                  | —                  | —                  | 6         | 2         | —      | —      | 44    | 8     |
| Тоттенхэм Хотспур       | 1963/64                 | 17   | 3    | —                  | —                  | —                  | —                  | 2         | 1         | —      | —      | 19    | 4     |
| Тоттенхэм Хотспур       | 1965/66                 | 41   | 6    | 2                  | 2                  | —                  | —                  | —         | —         | —      | —      | 43    | 8     |
| Тоттенхэм Хотспур       | 1966/67                 | 39   | 3    | 8                  | 0                  | —                  | —                  | —         | —         | —      | —      | 47    | 3     |
| Тоттенхэм Хотспур       | 1967/68                 | 29   | 1    | 5                  | 0                  | —                  | —                  | 2         | 0         | 1      | 0      | 37    | 1     |
| Всего за «Тоттенхэм»    | Всего за «Тоттенхэм»    | 268  | 42   | 33                 | 4                  | 0                  | 0                  | 17        | 5         | 1      | 0      | 319   | 51    |
| Дерби Каунти            | 1968/69                 | 41   | 1    | —                  | —                  | 8                  | 1                  | —         | —         | —      | —      | 49    | 2     |
| Дерби Каунти            | 1969/70                 | 39   | 2    | 4                  | 0                  | 6                  | 0                  | —         | —         | —      | —      | 49    | 2     |
| Дерби Каунти            | 1970/71                 | 42   | 2    | 3                  | 0                  | 2                  | 1                  | —         | —         | —      | —      | 47    | 3     |
| Дерби Каунти            | 1971/72                 | 26   | 1    | —                  | —                  | —                  | —                  | —         | —         | —      | —      | 26    | 1     |
| Всего за «Дерби Каунти» | Всего за «Дерби Каунти» | 148  | 6    | 7                  | 0                  | 16                 | 2                  | 0         | 0         | 0      | 0      | 171   | 8     |
| Суиндон Таун            | 1971/72                 | 26   | 1    | 1                  | 0                  | —                  | —                  | —         | —         | —      | —      | 27    | 1     |
| Всего за «Суиндон Таун» | Всего за «Суиндон Таун» | 26   | 1    | 1                  | 0                  | 0                  | 0                  | 0         | 0         | 0      | 0      | 27    | 1     |
| Всего за карьеру        | Всего за карьеру        | 577  | 76   | 57                 | 4                  | 42                 | 4                  | 19        | 5         | 1      | 0      | 696   | 89    |

### Сборная Шотландии
Дебют Макая в национальной сборной Шотландии состоялся 26 мая 1957 года, когда «тартановая армия» в отборочном поединке к чемпионату мира 1958 встречались с испанцами. Уже следующим матчем за первую команду страны стал поединок самого́ «мундиаля»: в финальной группового этапа «горцы» проиграли Франции со счётом 1:2 и покинули турнир. 29 мая 1960 года хавбек впервые поразил ворота оппонентов в игре за шотландцев, отличившись в товарищеской встрече с Австрией.
Всего за девять лет выступлений за «тартановую армию» Макай провёл 22 встречи, в которых забил четыре мяча.

#### Матчи и голы за сборную Шотландии
| Матчи и голы Макая за сборную Шотландии | Матчи и голы Макая за сборную Шотландии | Матчи и голы Макая за сборную Шотландии    | Матчи и голы Макая за сборную Шотландии | Матчи и голы Макая за сборную Шотландии | Матчи и голы Макая за сборную Шотландии | Матчи и голы Макая за сборную Шотландии                         |
| №                                       | Дата                                    | Место                                      | Оппонент                                | Счёт                                    | Голы Макая                              | Соревнование                                                    |
| --------------------------------------- | --------------------------------------- | ------------------------------------------ | --------------------------------------- | --------------------------------------- | --------------------------------------- | --------------------------------------------------------------- |
| 1                                       | 26 мая 1957                             | «Сантьяго Бернабеу», Мадрид, Испания       | Испания                                 | 1:4                                     | —                                       | Отборочный матч чемпионата мира по футболу 1958                 |
| 2                                       | 15 июня 1958                            | «Эйраваллен», Эребру, Швеция               | Франция                                 | 1:2                                     | —                                       | Чемпионат мира по футболу 1958 (финальные игры, групповой этап) |
| 3                                       | 18 октября 1958                         | «Ниниан Парк», Кардифф, Уэльс              | Уэльс                                   | 3:0                                     | —                                       | Домашний чемпионат Великобритании                               |
| 4                                       | 5 ноября 1958                           | «Хэмпден Парк», Глазго, Шотландия          | Северная Ирландия                       | 2:2                                     | —                                       | Домашний чемпионат Великобритании                               |
| 5                                       | 11 апреля 1959                          | «Уэмбли», Лондон, Англия                   | Англия                                  | 0:1                                     | —                                       | Домашний чемпионат Великобритании                               |
| 6                                       | 6 мая 1959                              | «Хэмпден Парк», Глазго, Шотландия          | ФРГ                                     | 3:2                                     | —                                       | Товарищеский матч                                               |
| 7                                       | 3 октября 1959                          | «Уиндзор Парк», Белфаст, Северная Ирландия | Северная Ирландия                       | 4:0                                     | —                                       | Домашний чемпионат Великобритании                               |
| 8                                       | 11 апреля 1959                          | «Хэмпден Парк», Глазго, Шотландия          | Уэльс                                   | 1:1                                     | —                                       | Домашний чемпионат Великобритании                               |
| 9                                       | 4 мая 1960                              | «Хэмпден Парк», Глазго, Шотландия          | Польша                                  | 2:3                                     | —                                       | Товарищеский матч                                               |
| 10                                      | 29 мая 1960                             | «Пратерштадион», Вена, Австрия             | Австрия                                 | 1:4                                     | 1                                       | Товарищеский матч                                               |
| 11                                      | 5 июня 1960                             | «Непштадион», Будапешт, Венгрия            | Венгрия                                 | 3:3                                     | —                                       | Товарищеский матч                                               |
| 12                                      | 8 июня 1960                             | «19 мая», Анкара, Турция                   | Турция                                  | 2:4                                     | —                                       | Товарищеский матч                                               |
| 13                                      | 22 октября 1960                         | «Ниниан Парк», Кардифф, Уэльс              | Уэльс                                   | 0:2                                     | —                                       | Домашний чемпионат Великобритании                               |
| 14                                      | 9 ноября 1960                           | «Хэмпден Парк», Глазго, Шотландия          | Северная Ирландия                       | 5:2                                     | —                                       | Домашний чемпионат Великобритании                               |
| 15                                      | 15 апреля 1961                          | «Уэмбли», Лондон, Англия                   | Англия                                  | 3:9                                     | 1                                       | Домашний чемпионат Великобритании                               |
| 16                                      | 6 апреля 1963                           | «Уэмбли», Лондон, Англия                   | Англия                                  | 2:1                                     | —                                       | Домашний чемпионат Великобритании                               |
| 17                                      | 8 мая 1963                              | «Хэмпден Парк», Глазго, Шотландия          | Австрия                                 | 4:1                                     | —                                       | Товарищеский матч                                               |
| 18                                      | 4 июня 1963                             | «Бранн», Берген, Норвегия                  | Норвегия                                | 3:4                                     | —                                       | Товарищеский матч                                               |
| 19                                      | 12 октября 1963                         | «Уиндзор Парк», Белфаст, Северная Ирландия | Северная Ирландия                       | 1:2                                     | —                                       | Домашний чемпионат Великобритании                               |
| 20                                      | 7 ноября 1963                           | «Хэмпден Парк», Глазго, Шотландия          | Норвегия                                | 6:1                                     | 2                                       | Товарищеский матч                                               |
| 21                                      | 20 ноября 1963                          | «Хэмпден Парк», Глазго, Шотландия          | Уэльс                                   | 2:1                                     | —                                       | Домашний чемпионат Великобритании                               |
| 22                                      | 2 октября 1965                          | «Уиндзор Парк», Белфаст, Северная Ирландия | Северная Ирландия                       | 2:3                                     | —                                       | Домашний чемпионат Великобритании                               |

Итого: 22 матча / 4 гола; 8 побед, 3 ничьи, 11 поражений.

#### Сводная статистика игр/голов за сборную
| Сборная          | Год              | Отборочные матчи ЧМ | Отборочные матчи ЧМ | Финальные матчи ЧМ | Финальные матчи ЧМ | Отборочные матчи ЧЕ | Отборочные матчи ЧЕ | Финальные матчи ЧЕ | Финальные матчи ЧЕ | Товарищеские матчи | Товарищеские матчи | Домашний чемпионат Великобритании | Домашний чемпионат Великобритании | Итого | Итого |
| Сборная          | Год              | Игры                | Голы                | Игры               | Голы               | Игры                | Голы                | Игры               | Голы               | Игры               | Голы               | Игры                              | Голы                              | Игры  | Голы  |
| ---------------- | ---------------- | ------------------- | ------------------- | ------------------ | ------------------ | ------------------- | ------------------- | ------------------ | ------------------ | ------------------ | ------------------ | --------------------------------- | --------------------------------- | ----- | ----- |
| Шотландия        | 1957             | 1                   | 0                   | —                  | —                  | —                   | —                   | —                  | —                  | —                  | —                  | —                                 | —                                 | 1     | 0     |
| Шотландия        | 1958             | —                   | —                   | 1                  | 0                  | —                   | —                   | —                  | —                  | —                  | —                  | 2                                 | 0                                 | 3     | 0     |
| Шотландия        | 1959             | —                   | —                   | —                  | —                  | —                   | —                   | —                  | —                  | 1                  | 0                  | 3                                 | 0                                 | 4     | 0     |
| Шотландия        | 1960             | —                   | —                   | —                  | —                  | —                   | —                   | —                  | —                  | 4                  | 1                  | 2                                 | 0                                 | 6     | 1     |
| Шотландия        | 1961             | —                   | —                   | —                  | —                  | —                   | —                   | —                  | —                  | —                  | —                  | 1                                 | 1                                 | 1     | 1     |
| Шотландия        | 1963             | —                   | —                   | —                  | —                  | —                   | —                   | —                  | —                  | 3                  | 2                  | 3                                 | 0                                 | 6     | 2     |
| Шотландия        | 1965             | —                   | —                   | —                  | —                  | —                   | —                   | —                  | —                  | —                  | —                  | 1                                 | 0                                 | 1     | 0     |
| Всего за карьеру | Всего за карьеру | 1                   | 0                   | 1                  | 0                  | 0                   | 0                   | 0                  | 0                  | 8                  | 3                  | 12                                | 1                                 | 22    | 4     |

### Сборная Шотландской футбольной лиги
Также с 1957 по 1958 год Макай играл в составе сборной Шотландской футбольной лиги, которая проводила товарищеские матчи с аналогичными командами из Англии и Ирландии. Всего за клубных «горцев» Дейв провёл три встречи.

#### Матчи за сборную Футбольной лиги Шотландии
| Матчи Макая за сборную Футбольной лиги Шотландии | Матчи Макая за сборную Футбольной лиги Шотландии | Матчи Макая за сборную Футбольной лиги Шотландии | Матчи Макая за сборную Футбольной лиги Шотландии | Матчи Макая за сборную Футбольной лиги Шотландии | Матчи Макая за сборную Футбольной лиги Шотландии | Матчи Макая за сборную Футбольной лиги Шотландии |
| №                                                | Дата                                             | Место                                            | Оппонент                                         | Счёт                                             | Голы Макая                                       | Соревнование                                     |
| ------------------------------------------------ | ------------------------------------------------ | ------------------------------------------------ | ------------------------------------------------ | ------------------------------------------------ | ------------------------------------------------ | ------------------------------------------------ |
| 1                                                | 13 марта 1957                                    | «Айброкс Парк», Глазго, Шотландия                | Сборная Футбольной лиги Англии                   | 3:2                                              | —                                                | Товарищеский матч                                |
| 2                                                | 24 сентября 1958                                 | «Айброкс Парк», Глазго, Шотландия                | Сборная Футбольной лиги Ирландии                 | 1:0                                              | —                                                | Товарищеский матч                                |
| 3                                                | 8 октября 1958                                   | «Айброкс Парк», Глазго, Шотландия                | Сборная Футбольной лиги Англии                   | 1:1                                              | —                                                | Товарищеский матч                                |

Итого: 3 матча / 0 голов; 2 победы, 1 ничья, 0 поражений.

### Достижения в качестве футболиста

#### Командные достижения
«Харт оф Мидлотиан»
- Чемпион Шотландии: 1957/58
- Обладатель Кубка Шотландии: 1955/56
- Обладатель Кубка шотландской лиги (2): 1954/55, 1958/59

«Тоттенхэм Хотспур»
- Обладатель Кубка обладателей кубков УЕФА: 1962/63
- Чемпион Англии: 1960/61
- Обладатель Суперкубка Англии (3): 1961, 1962, 1967
- Обладатель Кубка Англии (3): 1960/61, 1961/62, 1966/67

«Дерби Каунти»
- Чемпион Англии: 1971/72
- Победитель Второго дивизиона Футбольной лиги: 1968/69

#### Личные достижения
- Футболист года по версии Ассоциации футбольных журналистов: 1969 (совместно с Тони Буком)

## Тренерская карьера
В 1971 году Макай стал играющим тренером клуба «Суиндон Таун». Чуть более чем через год Дейв покинул «робинс», чтобы возглавить команду «Ноттингем Форест». Наставником «лесников» шотландец оставался до октября 1973 года, когда сменил на тренерском мостике своего бывшего клуба «Дерби Каунти» уволенного Брайана Клафа. Первый сезон под руководством Макая принёс клубу третье место национального первенства Англии. Уже в следующем футбольном году Макай привёл «Каунти» к золотым медалям чемпионата страны. Сезон 1975/76 закончился для «Дерби» не так триумфально — в турнире первенства Англии они финишировали четвёртыми, проиграли в полуфинале национального Кубка «Манчестер Юнайтед» и уступили в 1/8 финала Кубка европейских чемпионов мадридскому «Реалу». Макай был уволен в ноябре 1976 года после крайне слабого старта в чемпионате страны. Примечательно, что газеты с заголовком «Макай уволен» (англ. «Mackay sacked»), посвящённые отставке тренера, были использованы при съёмках британского ситкома «Porridge», где фигурировал тюремный надзиратель по фамилии Макай.
С марта 1977 по август 1978 года Макай без особого успеха руководил «Уолсоллом». Затем шотландец на девять лет уехал на Ближний Восток, где возглавлял ряд клубов. В 1987 году Макай вернулся в Великобританию, где принял команду «Донкастер Роверс». На посту пробыл два сезона, после чего перешёл в «Бирмингем Сити». «Горожане» по итогам футбольного года 1988/89 впервые в своей истории опустились ниже Второго дивизиона страны, и перед Макаем была поставлена задача вернуть «синих» на прежний уровень. Шотландец не сумел оправдать надежд руководства и в январе 1991 года покинул «Бирмингем». После этого Макай вновь отправился на Ближний Восток — там он руководил египетским «Замалеком» и национальной сборной Катара. По выходу в 1997 году в отставку с поста главного тренера сборной, объявил о завершении своей карьеры в большом футболе.

### Тренерская статистика
| Клуб             | Страна | Начало работы   | Завершение работы | Показатели | Показатели | Показатели | Показатели | Показатели |
| Клуб             | Страна | Начало работы   | Завершение работы | М          | В          | Н          | П          | % побед    |
| ---------------- | ------ | --------------- | ----------------- | ---------- | ---------- | ---------- | ---------- | ---------- |
| Суиндон Таун     | Англия | 31 мая 1971     | 1 ноября 1972     | 60         | 18         | 18         | 24         | 30,00      |
| Ноттингем Форест | Англия | 2 ноября 1972   | 23 октября 1973   | 41         | 13         | 12         | 16         | 31,71      |
| Дерби Каунти     | Англия | 23 октября 1973 | 25 ноября 1976    | 158        | 70         | 44         | 44         | 44,30      |
| Уолсолл          | Англия | 9 марта 1977    | 5 августа 1978    | 61         | 23         | 25         | 13         | 37,70      |
| Аль-Араби        | Кувейт | 1978            | 1983              | н/д        | н/д        | н/д        | н/д        | н/д        |
| Аль-Шабаб        | ОАЭ    | 1983            | 1984              | н/д        | н/д        | н/д        | н/д        | н/д        |
| Аль-Араби        | Кувейт | 1984            | 1987              | н/д        | н/д        | н/д        | н/д        | н/д        |
| Донкастер Роверс | Англия | 1987            | 1989              | н/д        | н/д        | н/д        | н/д        | н/д        |
| Бирмингем Сити   | Англия | 26 апреля 1989  | 23 января 1991    | 86         | 31         | 26         | 29         | 36,05      |
| Замалек          | Египет | 1991            | 1993              | н/д        | н/д        | н/д        | н/д        | н/д        |
| Катар            | Катар  | 1994            | 1995              | н/д        | н/д        | н/д        | н/д        | н/д        |
| Итого            | Итого  | Итого           | Итого             | 406        | 155        | 125        | 126        | 38,18      |

### Достижения в качестве тренера
«Дерби Каунти»
- Чемпион Англии: 1974/75
- Обладатель Суперкубка Англии: 1975

«Аль-Араби»
- Чемпион Кувейта (6): 1979/80, 1981/82, 1982/83, 1983/84, 1984/85, 1987/88
- Обладатель Кубка Кувейта (2): 1980/81, 1982/83

«Замалек»
- Чемпион Египта (2): 1991/92, 1992/93

## После окончания футбольной карьеры
В 2004 году Макай в соавторстве с британским писателем Мартином Найтом написал автобиографию, получившую название «Настоящий Макай» (англ. «The Real Mackay»). Ещё в 60-х футболист, будучи игроком «Тоттенхэм Хотспур», Макай выпустил ещё одну книгу — «Soccer My Spur», которая рассказывала о его жизни, как на поле, так и вне его.
В 1998 году Дейв вошёл в символический список «100 легенд Футбольной лиги», составленный Футбольной лигой Англии в честь 100-летнего юбилея высшего дивизиона страны. В 2002 и 2004 годах Макай был включён в английский и шотландский Залы футбольной славы, соответственно. Ещё через два года он удостоился чести быть введёным в Зал славы клуба «Харт оф Мидлотиан».

## Болезнь и смерть
11 июня 2012 года 77-летний Макай был госпитализирован в Королевский медицинский центр (англ. Queen's Medical Centre) города Ноттингем с воспалением лёгких. Через одиннадцать дней он был выписан из больницы после значительного улучшения своего здоровья. Об этом журналистам сообщила жена Изабель.
Скончался Макай на 81-м году жизни в Королевском медицинском центре в Ноттингеме 2 марта 2015.

## Цитаты
Джордж Бест, знаменитый полузащитник английского «Манчестер Юнайтед» и национальной сборной Северной Ирландии:
Макай был самым жёстким из всех игроков, противостоявших мне... И, конечно, самым храбрым.